# Rywka Basman Ben-Chaim
Rywka Basman Ben-Chaim (ur. 20 lutego 1925 w Wiłkomierzu, zm. 22 marca 2023 w Herclijji) – izraelska poetka tworząca w jidysz i nauczycielka, laureatka nagrody im. Icyka Mangera.

## Życiorys
Rywka Basman urodziła się 20 lutego 1925 roku w Wiłkomierzu. Uczęszczała do szkoły z jidysz jako językiem nauczania i młodo zaczęła pisać wiersze. Od 1941 roku mieszkała w getcie w Wilnie, w którym spędziła razem dwa lata. W tym okresie poznała Abrahama Suckewera, który zachęcił ją do dalszego pisania w jidysz. Po likwidacji getta Basman znalazła się w obozie koncentracyjnym Kaiserwald, gdzie dalej tworzyła wiersze, które później recytowała, by pocieszyć inne więźniarki. Podczas likwidacji obozu udało się jej zachować zapiski, ukrywając je zwinięte pod językiem.
Po wojnie przez dwa lata mieszkała w Belgradzie, gdzie wyszła za mąż za Szmuela Ben-Chaima. W tym czasie pomagała Żydom z Europy Wschodniej w nielegalnej emigracji do Palestyny. W 1947 roku sama dokonała aliji i osiadła w kibucu Ha-Mapil. Po studiach w Tel Awiwie przez 16 lat uczyła dzieci w swoim kibucu, jednocześnie kontynuując pracę twórczą. Na początku lat 60. studiowała literaturoznawstwo porównawcze na Uniwersytecie Columbia, po czym przez kilka lat mieszkała w Moskwie, gdzie jej mąż pracował w dyplomacji. W tym czasie pomagała utrzymać kontakt lokalnym pisarzom jidysz z Zachodem. Po śmierci męża w 1993 roku dodała jego nazwisko do swego, posługując się odtąd nazwiskiem „Basman Ben-Chaim”.
Zmarła 22 marca 2023 roku w Herclijji.

## Twórczość
Tworzyła elegijną poezję liryczną w jidysz, cechującą się oryginalnym podejściem do języka, m.in. posługując się elementami codziennego języka w nieoczywistych kontekstach. Należała do grupy literackiej Jung Isroel. Pomimo zakorzenienia jej twórczości w Izraelu, w jej utworach brak nawiązań do bieżących kwestii politycznych, natomiast wiele miejsca poświęcone jest elementom świata przyrody, takim jak drzewa, morze czy deszcz. Powracającym motywem jest także istota czasu. Z wiekiem zaczęła otwarcie nawiązywać do historii Zagłady Żydów. Jej tomiki poetyckie ilustrował jej mąż.
Jej twórczość została wyróżniona licznymi nagrodami, w tym nagrodą im. Icyka Mangera (1984), nagrodą Światowej Organizacji Syjonistycznej (1989) czy nagrodą im. Chaima Żytłowskiego (1998).
Jej utwory przetłumaczono na język hebrajski, angielski, francuski, niemiecki i flamandzki. Po polsku ukazały się dwa wybory wierszy w tłumaczeniu Szoszany Raczyńskiej: Dotknąć czasu (1999) i Na strunach deszczu (2003). Jej utwory znalazły się także w antologii Moja dzika koza. Antologia poetek jidysz (2018), w tłumaczeniu Karoliny Szymaniak.